# Laetare
Laetare (en llatí, "alegreu-vos") és una festa catòlica que se celebra el quart diumenge de Quaresma.
Des del segle ix aquesta festa va esdevenir joiosa. El papa, cap de la religió catòlica consagra tradicionalment una rosa d'or a aquest dia. El nom de la festa prové de la primera paraula de l'Introitus de la missa: «Laetare Jerusalem: et conventum facite omnes qui diligitis eam: gaudete cum laetitia, qui in tristitia fuistis: ut exsultetis, et satiemini ab uberibus consolationis vestrae» (trad.:«Alegreu -vos amb Jerusalem, feu festa per ella, tots els qui l'estimeu! Estigueu ben contents amb ella, tots els qui porteu el seu dol!»)
Al Principat de Stavelot-Malmedy, a Visé, a moltes ciutats de la Renània-Palatinat, i al sud-oest d'Alemanya aquesta festa va reemplaçar una festa pagana de la «Winterverbrennung» (trad.: cremada de l'hivern) o Rosensontag (trad.: diumenge de les roses).